# はみだし野郎の挽歌
『はみだし野郎の挽歌』（はみだしやろうのばんか）は、真崎守による日本の連作漫画である。

## 概要
『ヤングコミック』（少年画報社）1970年（昭和45年）7月8日号から12月23日号まで連載された。全12話。
直前まで同誌に連載していた『連作／はみだし野郎の子守唄』では各話の設定がばらばらだったのに対し、今作では「よろずはみだし相談所」を舞台にそのメンバーがさまざまな事象に遭遇するという形に統一されている。「はみだし野郎の子守唄」「死春記」とともに、真崎守作品の特徴である逆説や隠喩を駆使した言語表現が顕著であり、発表当時その斬新さと難解さが注目された。

## あらすじ
元セールスマンの坊主、元トラック運転手の盃二郎、元女スリのサクラ、元刑事の桐さん、はみだし者の四人が始めたプロトルード・エージェンシー＝通称よろずはみだし相談所。メンバーも風変りなら依頼も風変り「ゼニになるなら殺しもします」のイキなキャッチフレーズの通り、今日もおかしな事件が舞い込んでくる……。

## 雑誌掲載
1. 『いってらっしゃい』連作／はみだし野郎の挽歌Vol.1、『ヤングコミック』1970年7月8日号
2. 『全国的とむらい日和』連作／はみだし野郎の挽歌Vol.2、『ヤングコミック』1970年7月22日号
3. 『昼下り』連作／はみだし野郎の挽歌Vol.3、『ヤングコミック』1970年8月12日号
4. 『だれもいない日』連作／はみだし野郎の挽歌Vol.4、『ヤングコミック』1970年8月26日号
5. 『座席指定異聞』連作／はみだし野郎の挽歌Vol.5、『ヤングコミック』1970年9月9日号
6. 『乱れ飛ぶ雲』連作／はみだし野郎の挽歌Vol.6、『ヤングコミック』1970年9月23日号
7. 『真夜中』連作／はみだし野郎の挽歌Vol.7、『ヤングコミック』1970年10月14日号
8. 『トンネラート』連作／はみだし野郎の挽歌Vol.8、『ヤングコミック』1970年10月28日号
9. 『河を裂く！』連作／はみだし野郎の挽歌Vol.9、『ヤングコミック』1970年11月11日号
10. 『自殺志願』連作／はみだし野郎の挽歌Vol.10、『ヤングコミック』1970年11月25日号
11. 『風に聞け！』連作／はみだし野郎の挽歌Vol.11、『ヤングコミック』1970年12月9日号
12. 『挽歌・子守唄』連作／はみだし野郎の挽歌Vol.12、『ヤングコミック』1970年12月23日号

## 単行本
- 1971年：三崎書房NEW COMICS『はみだし野郎の挽歌』上掲 1-12 収録
- 1974年：朝日ソノラマサンコミックス『はみだし野郎の伝説』第2巻『挽歌』上掲 1-12 収録
- 1976年：小学館文庫『はみだし野郎の伝説』第2巻　上掲 1-5、7-12 収録